# مدیر گذرواژه
مدیر گذرواژه یک برنامه است که به کاربران این اجازه را می‌دهد تا گذرواژهٔ خود را برای استفاده در سامانهٔ شخصی خود یا خدمات برخط ذخیره، تولید و مدیریت کنند.
یک مدیر گذرواژه به تولید و به دست آوردن گذرواژه‌های پیچیده، ذخیرهٔ این گذرواژه‌ها در یک پایگاه داده رمزگذاری شده، یا محاسبهٔ آن‌ها در صورت تقاضا کمک می‌کند.
انواع مدیر گذرواژه‌ها عبارتند از:
- نرم‌افزار‌های نصب شده به صورت محلی (local)
- خدمات برخط که از طریق وبگاه‌های مختلف قابل دسترسی هستند.
- سخت‌افزارهایی شبیه به فلش‌مموری که به عنوان کلید عبور (گذرواژه) عمل می‌کنند

بسته به نوع مدیر گذرواژهٔ استفاده شده و عملکرد ارائه شده توسط توسعه‌دهندگان، پایگاه دادهٔ رمزگذاری شده یا به صورت محلی در دستگاه کاربر ذخیره می‌شود یا از راه دور از طریق یک خدمت میزبانی پروندهٔ برخط ذخیره می‌شود. نرم‌افزارهای مدیریت گذرواژه معمولاً از کاربر می‌خواهند که یک گذرواژهٔ اصلی برای نرم‌افزار ایجاد کرده که بعد از وارد کردن آن امکان دسترسی به گذرواژه‌ها وجود داشته باشد. بسیاری از برنامه‌های مدیریت گذرواژه قابلیت‌های بیش‌تری را ارائه می‌کنند که هم راحتی و هم امنیت را افزایش می‌دهند، مانند ذخیره‌سازی اطلاعات کارت اعتباری، اطلاعات پروازهای مکرر و عملکرد تکمیل خودکار.